# Cycloderma aubryi
Espèce
Synonymes
- Cryptopodus aubryi Duméril, 1856

Cycloderma aubryi est une espèce de tortues de la famille des Trionychidae.

## Répartition
Cette espèce se rencontre dans l'enclave de Cabinda en Angola, en République centrafricaine, en République démocratique du Congo, en République du Congo et au Gabon.

## Étymologie
Cette espèce est nommée en l'honneur de Charles Eugène Aubry-Lecomte (1821–1879).

## Publication originale
- Duméril, 1856 : Note sur les reptiles du Gabon. Revue et Magasin de Zoologie Pure et Appliquée, Paris, ser. 2, vol. 8, p. 369-377, 417–424, 460–470 & 553–562 (texte intégral).